# Джастін Куеро
Джастін Рауль Куеро Паласіо (ісп. Justin Raúl Cuero Palacio, нар. 18 березня 2004, Есмеральдас, Еквадор) — еквадорський футболіст, нападник російського клубу «Оренбург».

## Ігрова кар'єра

### Клубна
Джастін Куеро є вихованцем клубної академії «Індепендьєнте дель Вальє». 23 лютого 2023 року футболіст дебютував у першій клубній команді в матчі чемпіонату Еквадору. В команді Куеро провів два матчі.
У серпні 2023 року футболіст на правах оренди перейшов до російського «Оренбурга». 20 серпня Куеро дебютував у російському чемпіонаті, коли вийшов на заміну в другому таймі у матчі проти «Ахмата». 3 вересня Куеро забив перший гол у складі «Оренбурга».
1 червня 2024 року «Оренбург» повністю викупив контракт футболіста й підписав з еквадорцем дворічний контракт.

### Збірна
У 2022 році на Південноамериканських іграх у складі молодіжної збірної Еквадору Джастін Куеро виграв срібні нагороди турніру.
У січні — лютому 2023 року Куеро брав участь у молодіжному чемпіонаті Південної Америки. Влітку того року футболіст виступав на молодіжному чемпіонаті світу в Аргентині, де його команда дійшла до 1/8 фіналу.